# Cerradura cilíndrica perforada
Una cerradura cilíndrica perforada es un juego de cerradura que se instala perforando dos orificios circulares en la puerta. Las manijas de las puertas también pueden utilizar la misma instalación.La moderna cerradura cilíndrica perforada fue inventada por el ingeniero alemán Walter Schlage  en 1923, como una innovación en una patente presentada en 1920 para una cerradura cuya instalación requería un orificio frontal y un rebaje superficial, simplificando la preparación de la puerta en comparación con una cerradura de embutir tradicional.